# Конджі
Конджі (там. கஞ்ச) — рисова каша тамільського походження, популярна у багатьох азійських країнах. Переважно вживають на сніданок чи пізню вечерю. Також її готують для хворих як їжу, що легко засвоюється.

## Назва
Конджі була популярною стравою у стародавній Індії. Походить від тамільського слова (கஞ்சி) канджі. В англійську мову ймовірно потрапляє з через португальських торговців. У Китаї густе конджі називають джан (кит.: 饘) чи мі (кит.: 糜), а рідке джу (кит.: 鬻) чи ї (кит.: 酏). У кантонській кухні називається йок (粥).
В Індонезії конджі популярна страва на сніданок і називається bubur. В Японії називається каю (яп. 粥) чи окаю (яп. お粥). В Таїланді називається чок (тай. โจ๊ก).

## Приготування
Рис вариться у великій кількості води (співвідношення 1 до 8). Може бути густою чи рідкою по консистенції, оскільки рис має розваритися в процесі довгого приготування.
Рис береться короткозернистий чи довгозернистий. Страва зазвичай посипається додатковими інгредієнтами: рубленим м'ясом, рибою, шкварками, сушеними морепродуктами, овочами.
Деякі рисоварки наразі мають налаштування для приготування конджі, коли рис вариться всю ніч.

## Галерея

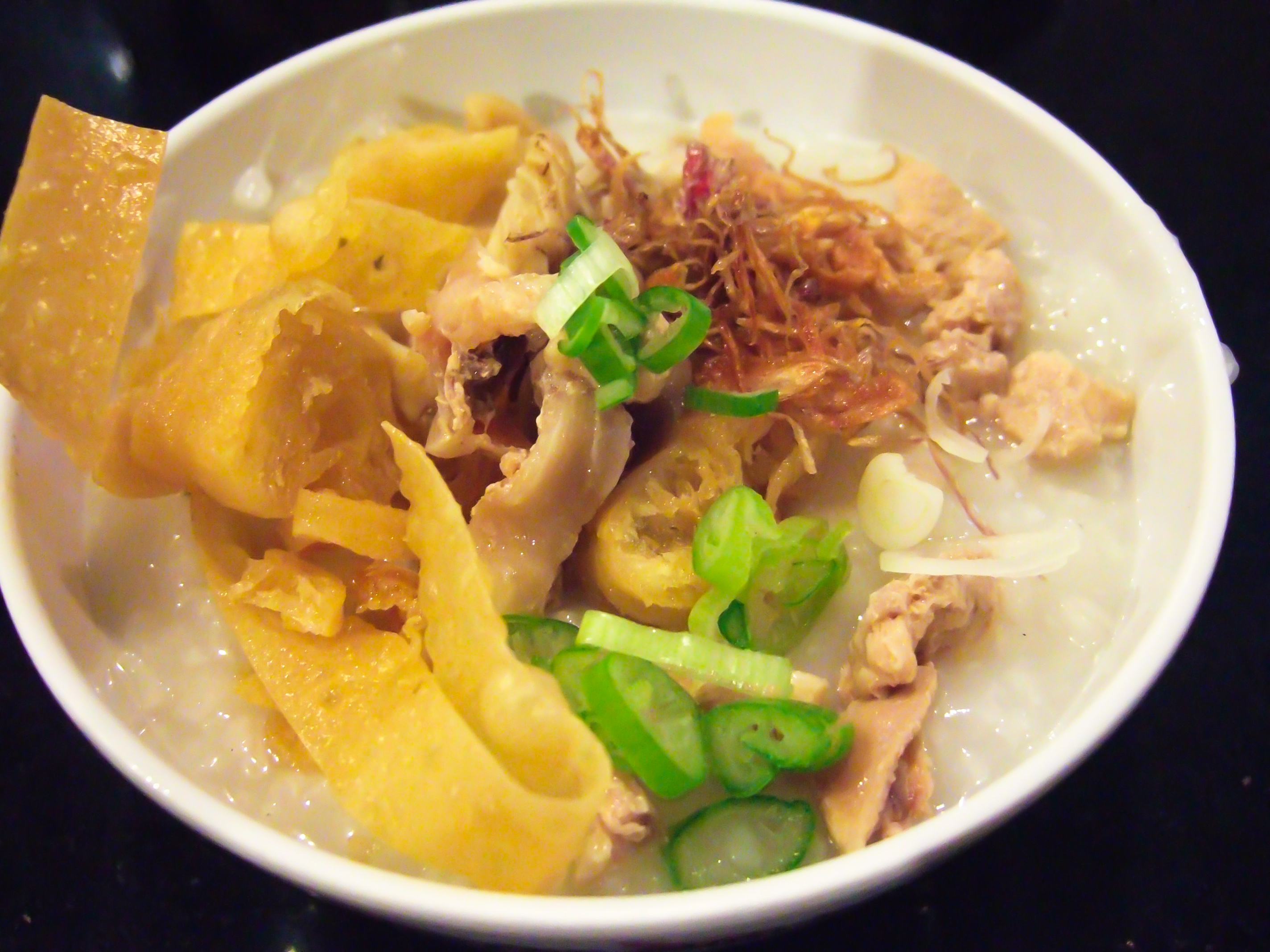
Індонезійське конджі
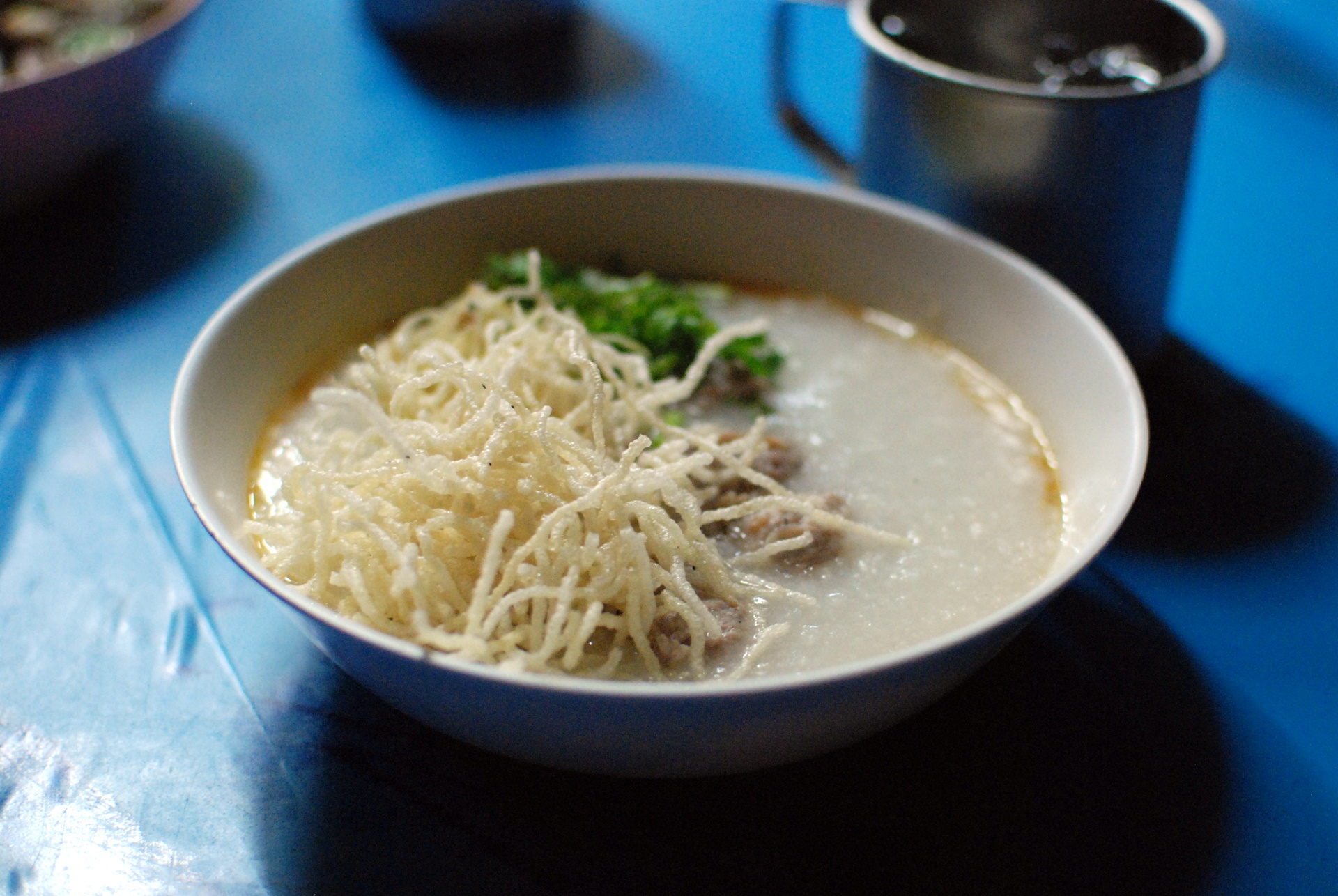
Тайське конджі
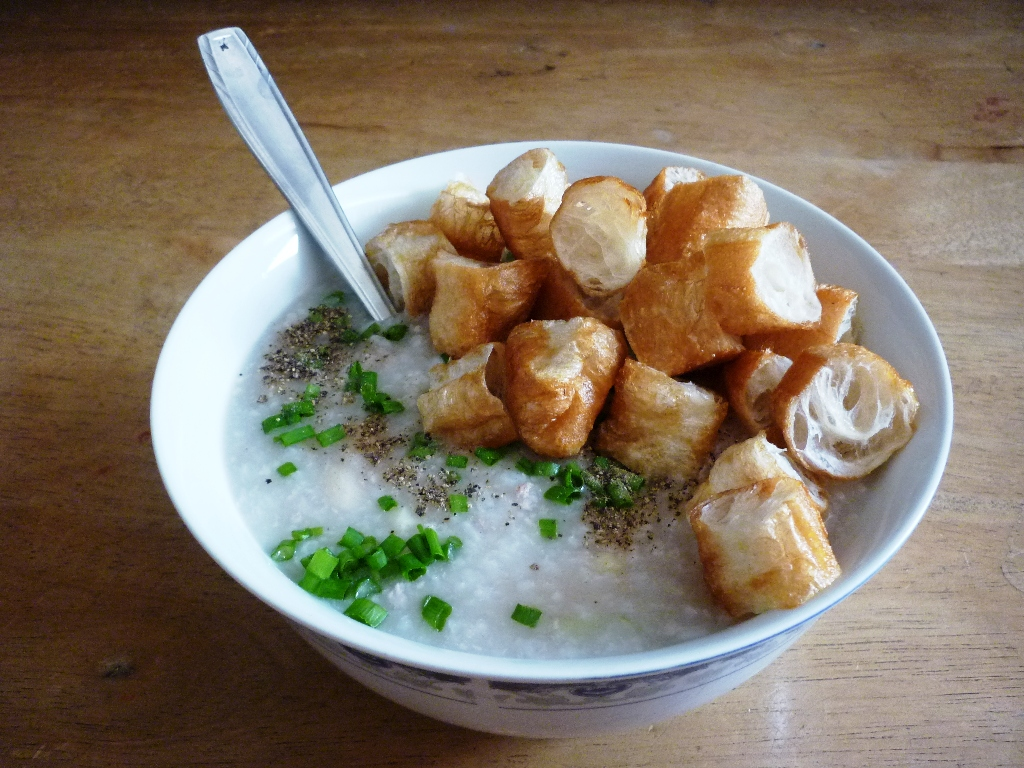
В'єтнамське конджі